# Abijja júdai király
Abijja, más írásmóddal Abija, Abia, héberül Abijáhu (héberül: אֲבִיָּה / ʼĂḇiyyāh ['Jahve az atyám'], görögül: Αβια, latinul: Abia), más névváltozatban Abiám, Abijjam , (héberül: אֲבִיָּם / ʼĂḇiyyām ['a tenger az atyám'], görögül: Αβιου, latinul: Abiam), (? – Kr. e. 912) Júda királya Kr. e. 915-től Kr. e. 912-ig.
Roboám fiaként született. Rövid uralma alatt nagy győzelmet aratott Jeroboám izraeli király ellen a Semaráim hegyénél, és több jelentős erődöt elfoglalt Izrael déli szegélyén.